# Тейт, Ник
Ни́колас Джон «Ник» Тейт (англ. Nicholas John «Nick» Tate; 18 июня 1942, Сидней, Новый Южный Уэльс, Австралия) — австралийский актёр, режиссёр и кинопродюсер.

## Биография и карьера
Николас Джон Тейт родился 18 июня 1942 года в Сиднее (штат Новый Южный Уэльс, Австралия) в семье актёров Джона Тейта (1915—1979) и Нивы Карр Глин (1908—1975), которые были женаты в 1940—1954 годы. Его бабушка и дедушка по материнской линии были также актёрами, родом из Ирландии и Великобритании, которые выступали в водевиле. У его отца русские корни.
Наиболее известен ролью пилота Алана Картера в британском научно-фантастическом телесериале 1970-х годов «Космос: 1999», а также ролью Джеймса Гамильтона в австралийской мыльной опере 1980-х годов «Сыновья и дочери».
Тейт женат на Хейзел Баттерфилд Тейт, у них двое детей — сын Томас (род. 1979) и дочь Джессика (род. 1986).

## Избранная фильмография
| Год  |   | Русское название       | Оригинальное название | Роль                      |
| ---- | - | ---------------------- | --------------------- | ------------------------- |
| 1966 | ф | Человек на все времена | A Man for All Seasons | Мастер по оружию          |
| 1969 | ф | Продолговатый ящик     | The Oblong Box        | Молодой человек в таверне |
| 1969 | ф | Битва за Британию      | Battle of Britain     | Пилот ВВС Великобритании  |
| 1987 | ф | Клич свободы           | Cry Freedom           | Ричи                      |
| 2004 | с | Остаться в живых       | Lost                  | Рэй Маллен                |
| 2013 | ф | Великий Гэтсби         | The Great Gatsby      | Таксист                   |
| 2013 | с | Милые обманщицы        | Pretty Little Liars   | Луи Палмер                |